# Bahnstrecke Jelenia Góra–Kořenov
| |                                                                             |                                                                |                                                                |
| Streckennummer: | 311 D29                                                                     |                                                                |                                                                |
| Kursbuchstrecke (SŽ): | 036                                                                         |                                                                |                                                                |
| Kursbuchstrecke (PKP): | 240                                                                         |                                                                |                                                                |
| Streckenlänge: | 48,982 km                                                                   |                                                                |                                                                |
| Spurweite: | 1435 mm (Normalspur)                                                        |                                                                |                                                                |
| Stromsystem: | bis 1945: 15 kV, 16 2⁄3 Hz ~ seit 1987 (bis Szklarska Poręba Górna): 3 kV = |                                                                |                                                                |
| Maximale Neigung: | 25 ‰                                                                        |                                                                |                                                                |
| Minimaler Radius: | 190 m                                                                       |                                                                |                                                                |
| Streckengeschwindigkeit: | 70 km/h                                                                     |                                                                |                                                                |
| |                                                                             |                                                                |                                                                |
| \| \| \| von Wałbrzych Głowny \| \| \| \| -3,124 \| Jelenia Góra früher Hirschberg (Rsgb) Hbf \| 342,67 m \| \| \| \| nach Żagań \| \| \| \| \| Bóbrviadukt \| \| \| \| 0,000 \| nach Görlitz/Zgorzelec \| nach Görlitz/Zgorzelec \| \| \| 0,031 \| Abzw. Dębowa Góra \| Abzw. Dębowa Góra \| \| \| 1,101 \| Jelenia Góra Zachodnia früher Hirschberg (Rsgb) West \| 342,46 m \| \| \| 2,158 \| Jelenia Góra Celwiskoza \| Jelenia Góra Celwiskoza \| \| \| 5,290 \| Jelenia Góra Cieplice früher Bad Warmbrunn \| 341,65 m \| \| \| \| Kamienna \| \| \| \| 7,636 \| Jelenia Góra Orle \| Jelenia Góra Orle \| \| \| 9,261 \| Jelenia Góra Sobieszów früher Hermsdorf (Kynast) \| 355,05 m \| \| \| 11,582 \| Piechowice Dolne früher Niederpetersdorf \| 387,88 m \| \| \| \| Kamienna \| \| \| \| 13,316 \| Piechowice früher Petersdorf (Rsgb) \| 395,08 m \| \| \| 17,282 \| Górzyniec früher Hartenberg \| Górzyniec früher Hartenberg \| \| \| ~19,3 \| Seifershau \| Seifershau \| \| \| \| Mała Kamienna \| \| \| \| 22,200 \| Szklarski (Moltkefelstunnel; 145 m) \| Szklarski (Moltkefelstunnel; 145 m) \| \| \| 22,801 \| Szklarska Poręba Dolna früher Nieder Schreiberhau \| 594,43 m \| \| \| 25,889 \| Szklarska Poręba Średnia früher Mittel Schreiberhau \| 655,84 m \| \| \| 28,438 \| Szklarska Poręba Górna früher Ober Schreiberhau \| 708,87 m \| \| \| 29,844 \| Infrastrukturgrenze PLK / DSDIK \| Infrastrukturgrenze PLK / DSDIK \| \| \| 30,905 \| Szklarska Poręba Huta früher Josephinenhütte \| 749,11 m \| \| \| \| Ladestelle Czerwony Potok \| \| \| \| 37,111 \| Szklarska Poręba-Jakuszyce früher Jakobsthal (Rsgb) \| 886,28 m \| \| \| 37,720 \| Polana Jakuszycka \| Polana Jakuszycka \| \| \| ~41,98 \| Nowy Świat früher Neuwelt \| 778,08 m \| \| \| \| \| \| \| \| 43,13840,111 \| Staatsgrenze Polen–Tschechien (Infrastrukturgrenze DSDIK/SŽDC) \| Staatsgrenze Polen–Tschechien (Infrastrukturgrenze DSDIK/SŽDC) \| \| \| \| \| \| \| \| \| (Staatsgrenze bis 1958) \| \| \| \| 38,940 \| Harrachov früher Strickerhäuser, 1945–58: Tkacze \| 740,03 m \| \| \| \| Harrachovský (Isertunnel; 279,74 m) \| \| \| \| 36,570 \| Iserviadukt (116 m; Staatsgrenze bis 1958) \| Iserviadukt (116 m; Staatsgrenze bis 1958) \| \| \| 34,792 \| ehem. Infrastrukturgrenze Preuß. Stb. / RGTE \| ehem. Infrastrukturgrenze Preuß. Stb. / RGTE \| \| \| 34,257 \| Kořenov früher Polaun/Grünthal \| 699,52 m \| \| \| \| nach Liberec (vorm. RGTE) \| \| \| \| \| \| \| \| Quellen: [1][2][3][4] \| \| \| \| |                                                                             |                                                                |                                                                |
| Strecke |                                                                             | von Wałbrzych Głowny                                           | von Wałbrzych Głowny                                           |
| Bahnhof | -3,124                                                                      | Jelenia Góra früher Hirschberg (Rsgb) Hbf                      | 342,67 m                                                       |
| Abzweig geradeaus und nach rechts |                                                                             | nach Żagań                                                     | nach Żagań                                                     |
| Brücke über Wasserlauf |                                                                             | Bóbrviadukt                                                    | Bóbrviadukt                                                    |
| Abzweig geradeaus und nach rechts | 0,000                                                                       | nach Görlitz/Zgorzelec                                         | nach Görlitz/Zgorzelec                                         |
| ehemalige Blockstelle | 0,031                                                                       | Abzw. Dębowa Góra                                              | Abzw. Dębowa Góra                                              |
| Bahnhof | 1,101                                                                       | Jelenia Góra Zachodnia früher Hirschberg (Rsgb) West           | 342,46 m                                                       |
| ehemaliger Haltepunkt / Haltestelle | 2,158                                                                       | Jelenia Góra Celwiskoza                                        | Jelenia Góra Celwiskoza                                        |
| Haltepunkt / Haltestelle | 5,290                                                                       | Jelenia Góra Cieplice früher Bad Warmbrunn                     | 341,65 m                                                       |
| Brücke über Wasserlauf |                                                                             | Kamienna                                                       | Kamienna                                                       |
| Haltepunkt / Haltestelle | 7,636                                                                       | Jelenia Góra Orle                                              | Jelenia Góra Orle                                              |
| Bahnhof | 9,261                                                                       | Jelenia Góra Sobieszów früher Hermsdorf (Kynast)               | 355,05 m                                                       |
| Haltepunkt / Haltestelle | 11,582                                                                      | Piechowice Dolne früher Niederpetersdorf                       | 387,88 m                                                       |
| Brücke über Wasserlauf |                                                                             | Kamienna                                                       | Kamienna                                                       |
| Bahnhof | 13,316                                                                      | Piechowice früher Petersdorf (Rsgb)                            | 395,08 m                                                       |
| Haltepunkt / Haltestelle | 17,282                                                                      | Górzyniec früher Hartenberg                                    | Górzyniec früher Hartenberg                                    |
| ehemaliger Dienststation / Betriebs- oder Güterbahnhof | ~19,3                                                                       | Seifershau                                                     | Seifershau                                                     |
| Brücke über Wasserlauf |                                                                             | Mała Kamienna                                                  | Mała Kamienna                                                  |
| Tunnel | 22,200                                                                      | Szklarski (Moltkefelstunnel; 145 m)                            | Szklarski (Moltkefelstunnel; 145 m)                            |
| Haltepunkt / Haltestelle | 22,801                                                                      | Szklarska Poręba Dolna früher Nieder Schreiberhau              | 594,43 m                                                       |
| Haltepunkt / Haltestelle | 25,889                                                                      | Szklarska Poręba Średnia früher Mittel Schreiberhau            | 655,84 m                                                       |
| Bahnhof | 28,438                                                                      | Szklarska Poręba Górna früher Ober Schreiberhau                | 708,87 m                                                       |
| Wechsel des Eisenbahninfrastrukturunternehmens | 29,844                                                                      | Infrastrukturgrenze PLK / DSDIK                                | Infrastrukturgrenze PLK / DSDIK                                |
| Haltepunkt / Haltestelle | 30,905                                                                      | Szklarska Poręba Huta früher Josephinenhütte                   | 749,11 m                                                       |
| Abzweig geradeaus und ehemals von links |                                                                             | Ladestelle Czerwony Potok                                      | Ladestelle Czerwony Potok                                      |
| Bahnhof | 37,111                                                                      | Szklarska Poręba-Jakuszyce früher Jakobsthal (Rsgb)            | 886,28 m                                                       |
| Haltepunkt / Haltestelle | 37,720                                                                      | Polana Jakuszycka                                              | Polana Jakuszycka                                              |
| ehemaliger Dienststation / Betriebs- oder Güterbahnhof | ~41,98                                                                      | Nowy Świat früher Neuwelt                                      | 778,08 m                                                       |
| |                                                                             |                                                                |                                                                |
| Grenze | 43,13840,111                                                                | Staatsgrenze Polen–Tschechien (Infrastrukturgrenze DSDIK/SŽDC) | Staatsgrenze Polen–Tschechien (Infrastrukturgrenze DSDIK/SŽDC) |
| |                                                                             |                                                                |                                                                |
| Grenze |                                                                             | (Staatsgrenze bis 1958)                                        | (Staatsgrenze bis 1958)                                        |
| Bahnhof | 38,940                                                                      | Harrachov früher Strickerhäuser, 1945–58: Tkacze               | 740,03 m                                                       |
| Tunnel |                                                                             | Harrachovský (Isertunnel; 279,74 m)                            | Harrachovský (Isertunnel; 279,74 m)                            |
| Grenze auf Brücke über Wasserlauf | 36,570                                                                      | Iserviadukt (116 m; Staatsgrenze bis 1958)                     | Iserviadukt (116 m; Staatsgrenze bis 1958)                     |
| Kilometer-Wechsel | 34,792                                                                      | ehem. Infrastrukturgrenze Preuß. Stb. / RGTE                   | ehem. Infrastrukturgrenze Preuß. Stb. / RGTE                   |
| Bahnhof | 34,257                                                                      | Kořenov früher Polaun/Grünthal                                 | 699,52 m                                                       |
| Strecke |                                                                             | nach Liberec (vorm. RGTE)                                      | nach Liberec (vorm. RGTE)                                      |
| |                                                                             |                                                                |                                                                |
| Quellen: |                                                                             |                                                                |                                                                |

Die Bahnstrecke Jelenia Góra–Kořenov ist eine Nebenbahn in Polen und Tschechien. Die früher als Zackenbahn bekannte Strecke verläuft im Isergebirge von Jelenia Góra (Hirschberg) über Szklarska Poręba (Schreiberhau) nach Kořenov (früher Grünthal bzw. Polaun). Sie war eine der ersten elektrifizierten Eisenbahnstrecken Deutschlands und wurde durch den Einsatz der Rübezahl-Triebwagen der DR-Baureihe ET 89 bekannt. Im August 2010 wurde der grenzüberschreitende Verkehr wieder aufgenommen, der kurz nach dem Zweiten Weltkrieg aufgegeben worden war.

## Geschichte

### Vorgeschichte und Bau
Die ersten Streckenabschnitte wurden 1891 am Fuße des Riesengebirges errichtet. Der Weiterbau in Richtung Schreiberhau scheiterte zunächst an den schwierigen topografischen Gegebenheiten. Schließlich wurde eine Trasse gebaut, die in künstlicher Längenentwicklung an den Flanken des Isergebirges den großen Höhenunterschied überwand. Mit dem Bahnhof Jakobsthal auf dem Neuweltpass entstand der höchstgelegene Bahnhof in Preußen; heute ist er der höchstgelegene Bahnhof Polens. Im böhmischen Grünthal entstand ein gemeinsamer Grenzbahnhof mit Österreich. Dort bestand Anschluss an die Strecke der Reichenberg-Gablonz-Tannwalder Eisenbahn (RGTE) nach Reichenberg. Eröffnet wurde die Strecke bis Oberschreiberhau am 25. Juni 1902. Am 20. Oktober 1902 ging auch der grenzüberschreitende Abschnitt nach Böhmen in Betrieb.

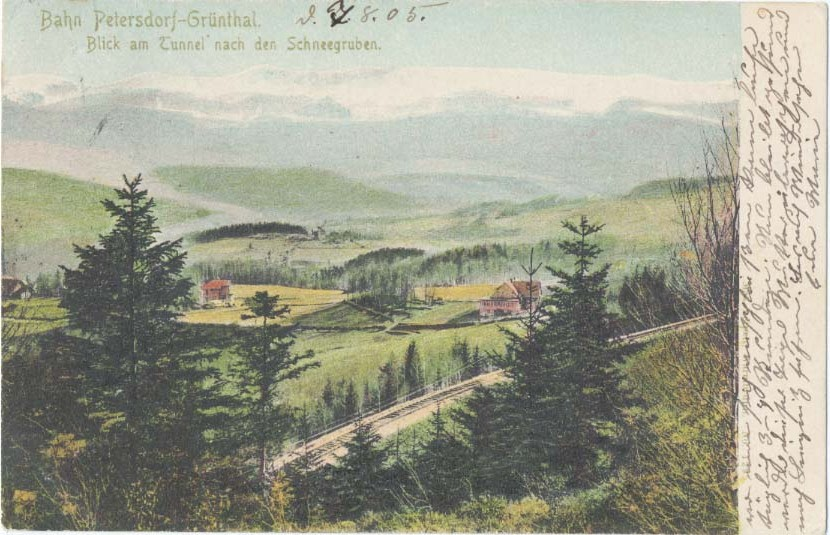
Blick vom Tunnel vor dem Bahnhof Nieder-Schreiberhau nach den Schneegruben

### Betrieb bis zum Ende des Zweiten Weltkriegs

Bergwärts fahrender Zug im Moltkeeinschnitt bei Niederschreiberhau, im Hintergrund der „höchste Signalmast Deutschlands“ (um 1910)

Wegen der schwierigen Topografie der Strecke blieb in den Folgejahren die Entwicklung des Güterverkehrs hinter den Erwartungen zurück. Ursache dafür war auch der umständliche Zahnradbahnbetrieb auf der böhmischen Anschlussstrecke, welcher keine hohe Beförderungsleistung zuließ. Schon im Jahre 1911 fiel darum die Entscheidung, die Strecke als eine der ersten in Deutschland auf elektrischen Betrieb umzustellen. Bedingt durch den Ersten Weltkrieg konnten die elektrischen Anlagen jedoch erst 1923 fertiggestellt werden.
Im April 1945 wurden über die Strecke die elektrischen Lokomotiven der schlesischen Strecken mit mehreren Lokzügen evakuiert, ein Teil der Fahrzeuge blieb jedoch zu Kriegsende im böhmischen Grenzbahnhof Polaun zurück. Mit der Sprengung des Boberviaduktes durch die deutsche Wehrmacht am 8. Mai 1945 kam der Verkehr am Kriegsende endgültig zum Erliegen.

### Demontage und Wiederaufbau nach dem Zweiten Weltkrieg
Nach Beseitigung der Schäden an der Energieversorgung konnte 1945 der elektrische Zugbetrieb mit den wenigen verbliebenen Fahrzeugen zwischen Hirschberg West und Polaun wieder aufgenommen werden. Allerdings fielen schon im Juli 1945 auch die in Schlesien gelegenen elektrifizierten Strecken unter die Reparationsforderungen der Sowjetunion. Noch 1945 mussten sämtliche elektrischen Anlagen abgebaut werden. Abgebaut wurde zwischen Hirschberg und der Staatsgrenze nur das Kettenwerk der Fahrleitung, die Masten und Tragwerke blieben fortan funktionslos stehen. Auf tschechoslowakischem Gebiet blieb die Fahrleitung jedoch zunächst erhalten.

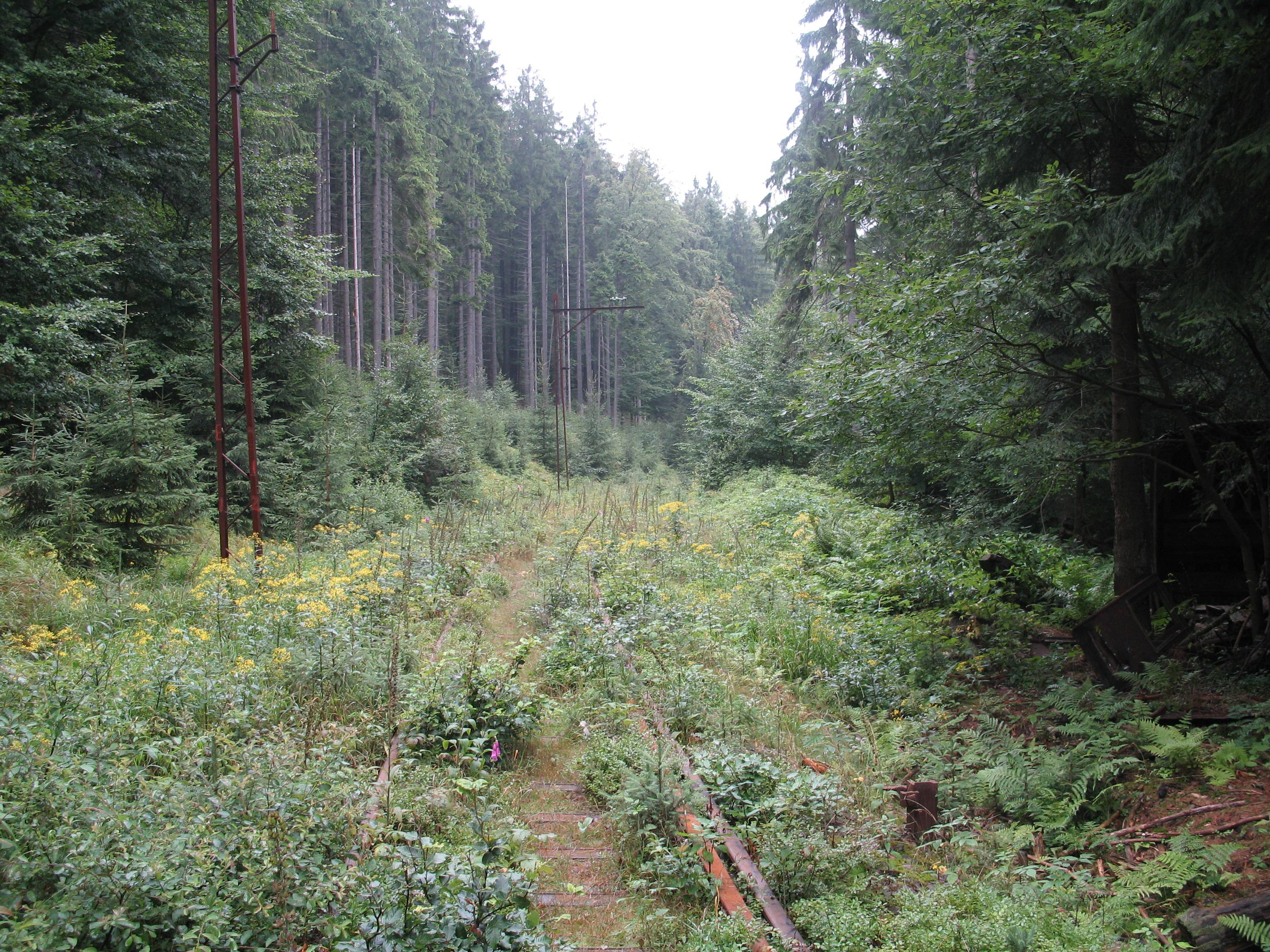
Stillgelegte Strecke zwischen Jakuszyce und Harrachov (2006)

Über die Staatsgrenze gab es nach Kriegsende keinen geregelten Zugverkehr mehr. Einzelne Züge verkehrten noch bis 27. Oktober 1945 für die sowjetische Besatzungsmacht, dann entfernte die Polnische Staatsbahn (PKP) einige Gleisjoche an der Staatsgrenze. Damit war der grenzüberschreitende Abschnitt unbefahrbar. Auf dem Gebiet der Tschechoslowakei blieb das Gleis bis zum Iserviadukt ungenutzt liegen.
Die PKP betrieb die Strecke nach 1945 im Personenverkehr mit zwei Zugpaaren von Hirschberg West (jetzt: Jelenia Góra Zachodnia) bis Strickerhäuser (jetzt: Tkacze). Die Fahrzeit der nun wieder mit Dampflokomotiven bespannten Züge in dieser Relation betrug im Fahrplan 1946 zwei Stunden und 15 Minuten. Mangels Bedarfs wurde der Reisezugverkehr jedoch Anfang der 1950er Jahre bis Szklarska Poręba Huta (Josephinenhütte) zurückgezogen. Der Fahrplan von 1953 verzeichnete fünf Reisezugpaare, die sämtlich von und nach Szklarska Poręba Huta verkehrten. Güterzüge fuhren noch bis Jakuszyce, die restliche Strecke bis Tkacze wurde nicht mehr befahren.

### Der Gebietsaustausch zwischen Polen und der Tschechoslowakei 1959

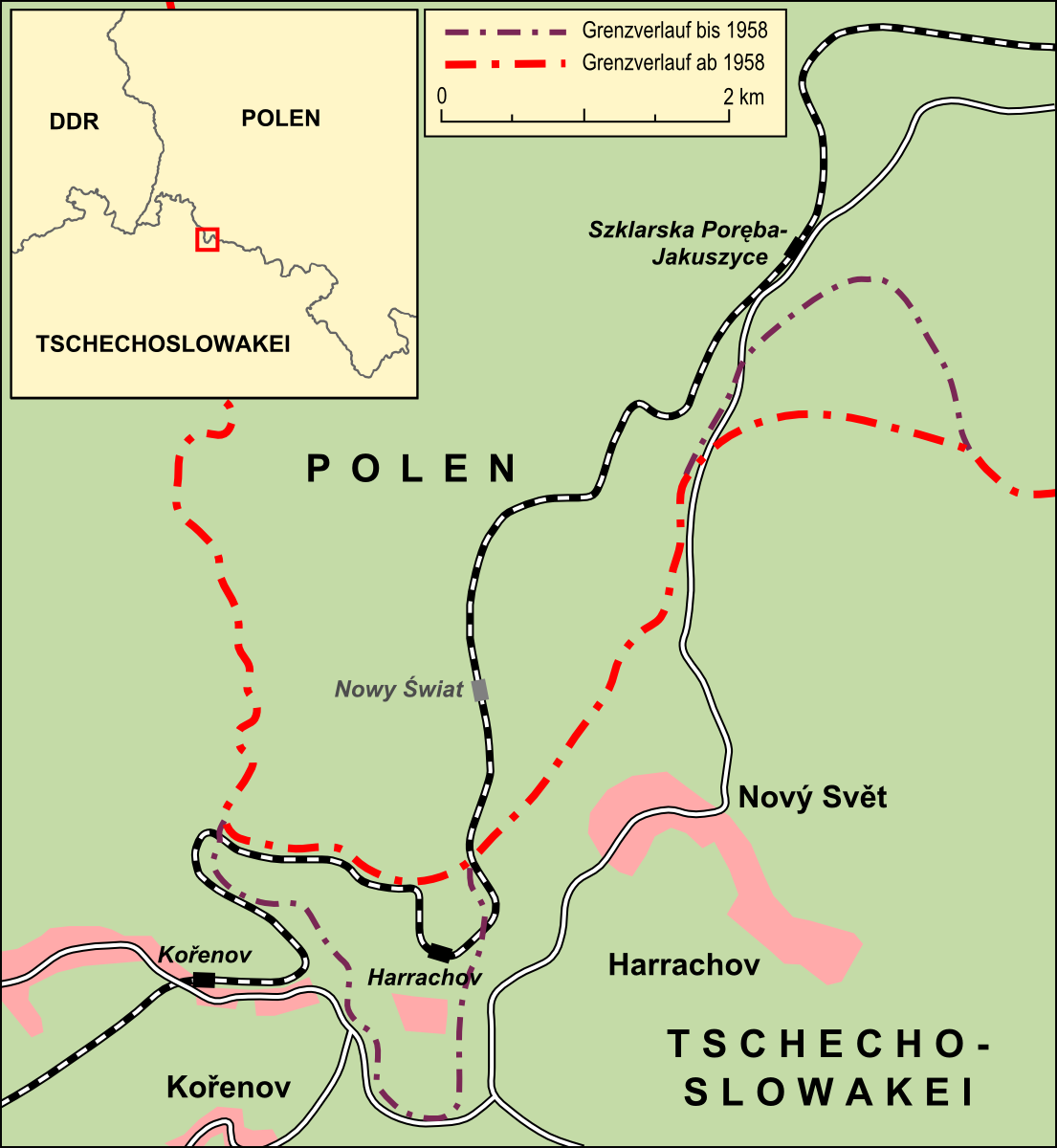
Karte des Gebietstausches

Am 10. Oktober 1958 schlossen die Republik Polen und die Tschechoslowakei einen Staatsvertrag über einen Gebietsaustausch im Grenzgebiet zwischen Szklarska Poręba und Harrachov. Am 27. April 1959 trat dieser Vertrag in Kraft. Der bislang in Polen verlaufende Abschnitt von der Haltestelle Tkacze bis zum Iserviadukt lag nun zur Gänze auf dem Gebiet der Tschechoslowakei, die neue Staatsgrenze wurde im Abstand von etwa 50 Metern parallel zum Gleis gezogen. Die Infrastrukturgrenze zwischen PKP und ČSD lag damit am Kilometer 43,138, an Stelle der hier auch vorher schon vorhandenen Grenze. Im Gegenzug erhielt Polen ein Waldgebiet am Nordhang des Mrtvý vrch (Todtenberg). Hintergrund des Vertrages war die von der Tschechoslowakei gewünschte Nutzung der vormaligen Haltestelle Tkacze für den nahe gelegenen Wintersportort Harrachov.
Die Instandsetzungsarbeiten an dem über 15 Jahre ungenutzten Streckenabschnitt von dort bis Kořenov dauerten indes bis 1963. Dabei verschwanden auch die noch vorhandenen Fahrleitungsanlagen zwischen dem Iserviadukt und dem Bahnhof Kořenov. Die Station erhielt eine neue Straßenanbindung zum Wintersportort Harrachov und wurde in „Harrachov“ umbenannt. Am 26. Mai 1963 wurde der Bahnbetrieb von Tanvald über Kořenov nach Harrachov verlängert.

### Im Betrieb der PKP zwischen Jelenia Góra und Jakuszyce

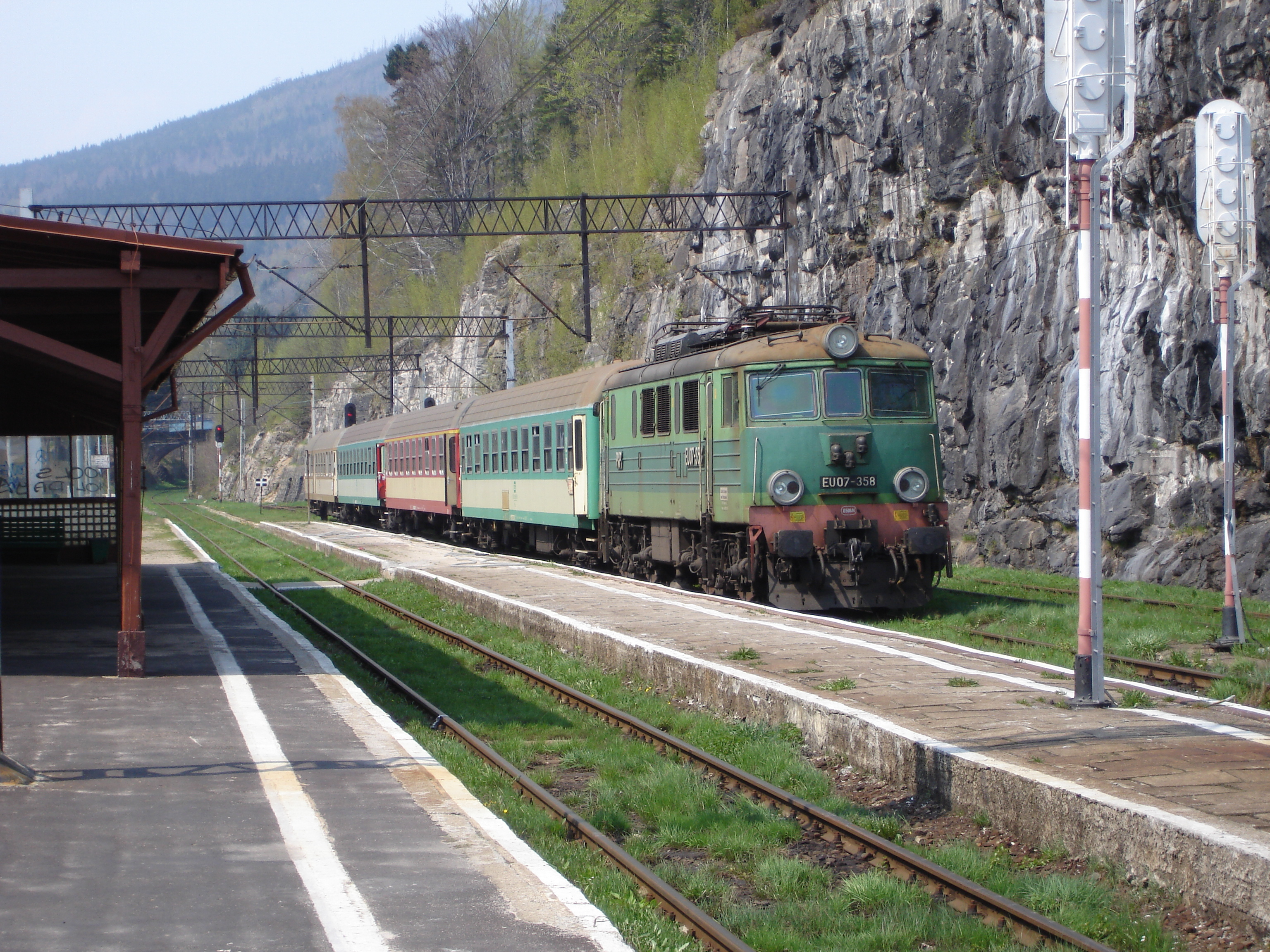
Reisezug in Szklarska Poręba Górna (2006)

Ab den 1960er Jahren bemühte sich die PKP um eine Wiederelektrifizierung der Bahnstrecken in Niederschlesien. Bereits im Jahr 1969 konnte der elektrische Zugbetrieb von Wrocław (Breslau) nach Jelenia Góra wieder aufgenommen werden, jetzt allerdings mit Gleichspannung von 3000 Volt. Die Arbeiten zur Elektrifizierung der Strecke nach Szklarska Poręba Górna begannen dann in den 1980er Jahren. Dabei verwendete die PKP einen Teil der noch vorhandenen alten Fahrleitungsmasten weiter. Insbesondere zwischen Piechowice und Szklarska Poręba Dolna wurden die dort noch vorhandenen Rundbetonmasten von 1923 wieder als Abspannmasten genutzt. Der elektrische Zugverkehr von Jelenia Góra nach Szklarska Poręba Górna wurde am 30. September 1987 wieder aufgenommen.
Der noch verbliebene Güterverkehr bis zum damaligen Streckenendpunkt in Jakuszyce ging in den 1990er Jahren immer mehr zurück. Im Jahr 1997 verkehrten die letzten Züge auf diesem Abschnitt.
Der Fahrplan 2009 sah insgesamt acht Personenzugpaare in einem angenäherten Zweistundentakt zwischen Jelenia Góra und Szklarska Poręba Górna vor, die zumeist von und nach Wrocław durchgebunden wurden. Hinzu kamen in der Winter- und Sommersaison direkte Nachtschnellzüge von Stettin, Gdynia und Warschau. Wegen des schlechten Gleiszustandes ab Piechowice (2009) benötigten die Züge deutlich mehr als eine Stunde für die 32 km bis Szklarska Poręba Górna.

### Wiederaufbau der grenzüberschreitenden Strecke
Einzelne grenzüberschreitende Sonder-Reisezüge verkehrten ab 1991 auf der provisorisch wieder befahrbar gemachten Strecke. Damit wurde erreicht, dass diese Strecke nicht völlig in Vergessenheit geriet. Höhepunkt dieser Fahrten war der mehrfache Einsatz einer siebenteiligen Schienenbusgarnitur (ČD-Baureihe 810) anlässlich des hundertjährigen Streckenjubiläums im Juli 2002.
Am 25. Januar 2008 ging der Streckenabschnitt von Szklarska Poręba Górna bis zur Staatsgrenze in das Eigentum der Wojewodschaft Niederschlesien über. Eigentümer der Strecke zwischen Kilometer 29,844 und der Staatsgrenze ist seitdem das wojewodschaftseigene Infrastrukturunternehmen Dolnośląska Służba Dróg i Kolei we Wrocławiu (DSDIK).
Am 5. Februar 2008 wurde mit der tschechischen Seite der Wiederaufbau der grenzüberschreitenden Trasse nach Harrachov vereinbart. Die Wiederaufnahme des durchgehenden Bahnverkehrs war für Dezember 2009 vorgesehen. Ein Fahrplanentwurf von 2008 sah die Führung von fünf durchgehenden Zugpaaren zwischen Szklarska Poręba Górna und Tanvald vor, die in Szklarska Poręba Górna Anschluss von und nach Jelenia Góra besitzen.
Im Juni 2009 begannen auf polnischer Seite die Arbeiten zur Gleiserneuerung. Innerhalb von zwei Monaten wurde das alte Gleis zurückgebaut und der Bahnkörper für die Neuverlegung vorbereitet. Im August 2009 war die Montage des Neubaugleises in vollem Gange. Eingebaut wurde Oberbau K mit Schienen S 49 und Holzschwellen, wobei teilweise auch aufgearbeitetes Altmaterial verwendet wurde. Konstruktiv ist eine Streckengeschwindigkeit von 40 km/h vorgesehen.

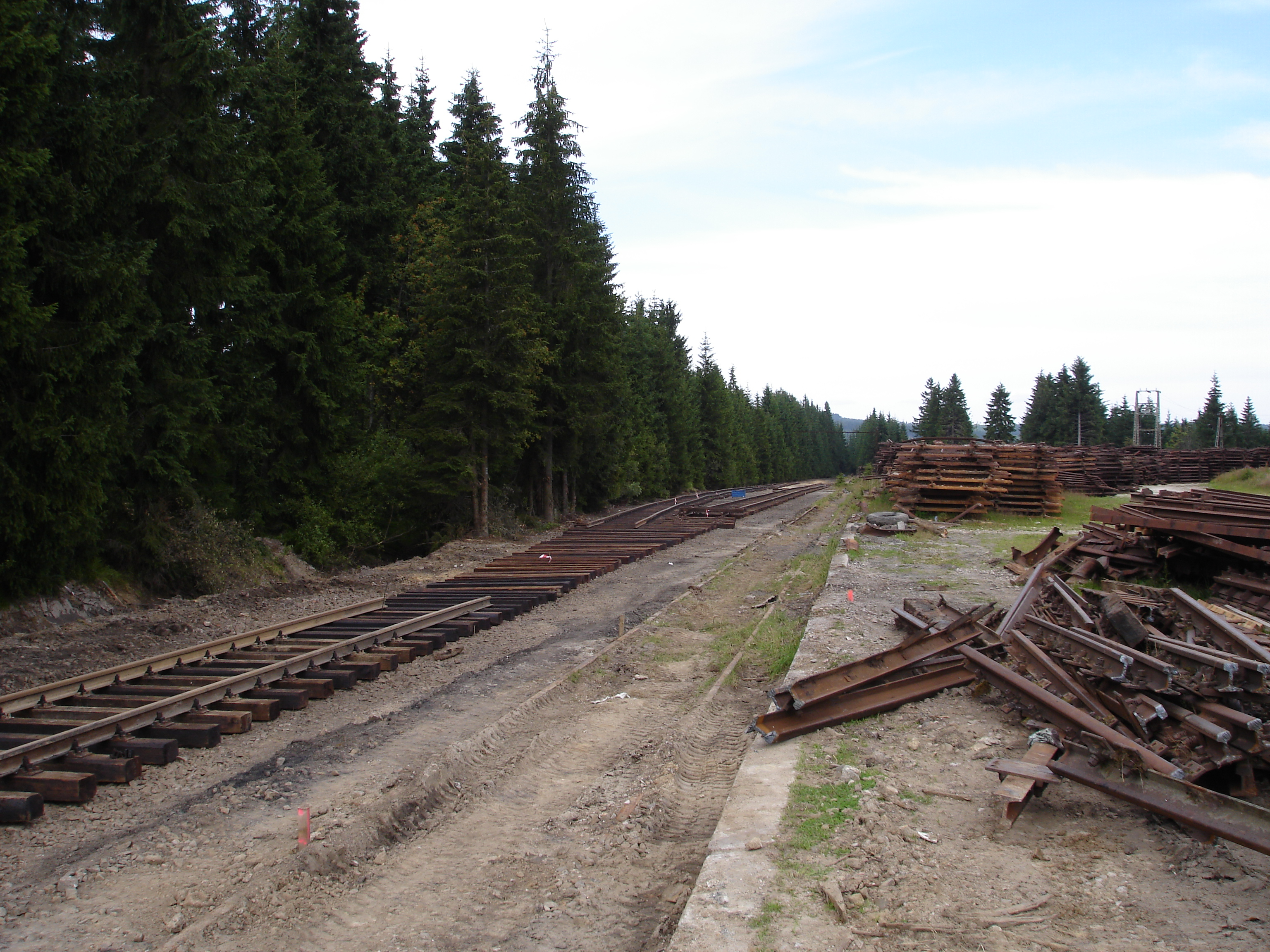
Bahnhof Jakuszyce (August 2009)
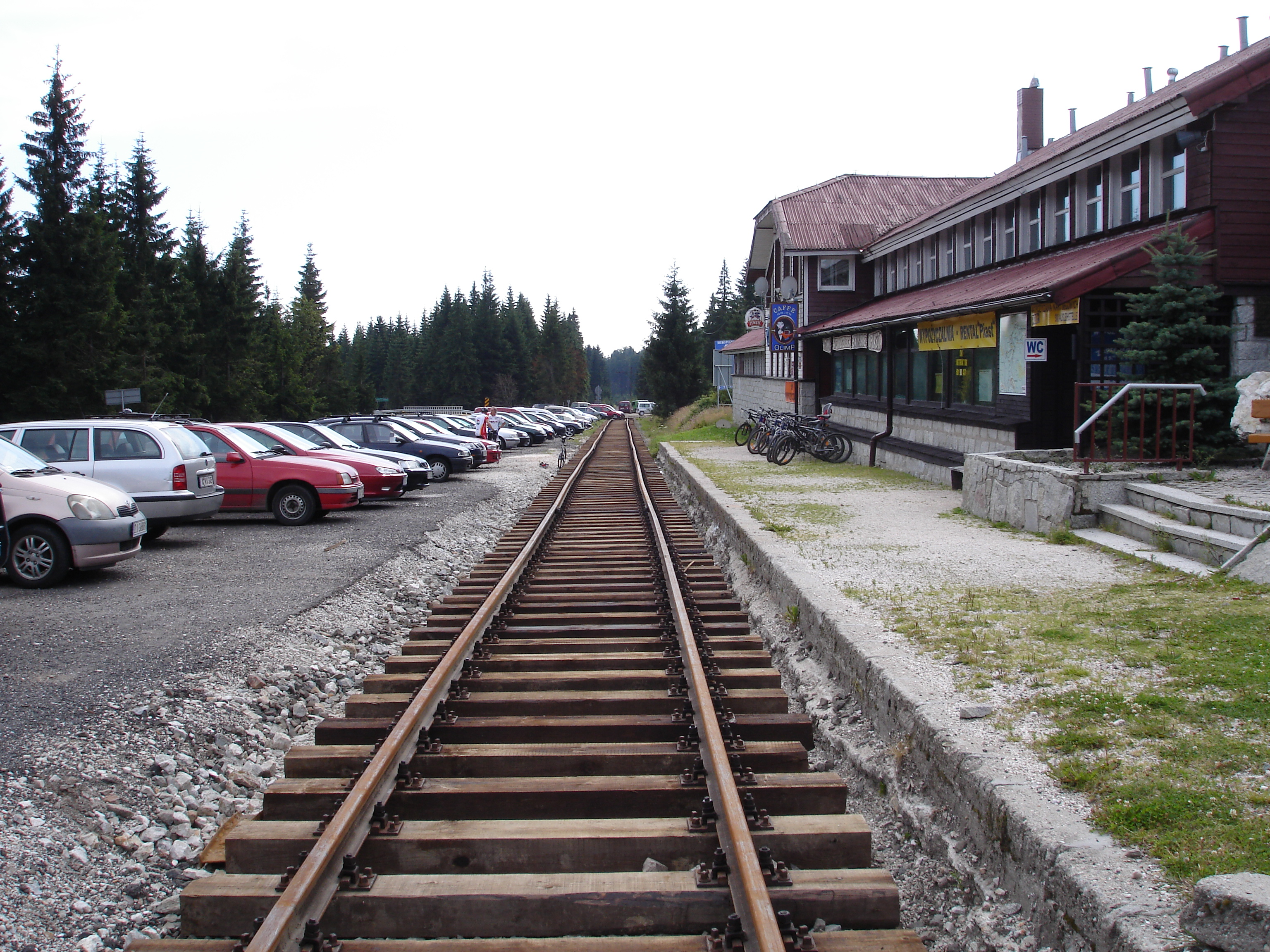
Neues Gleis bei Jakuszyce (August 2009)
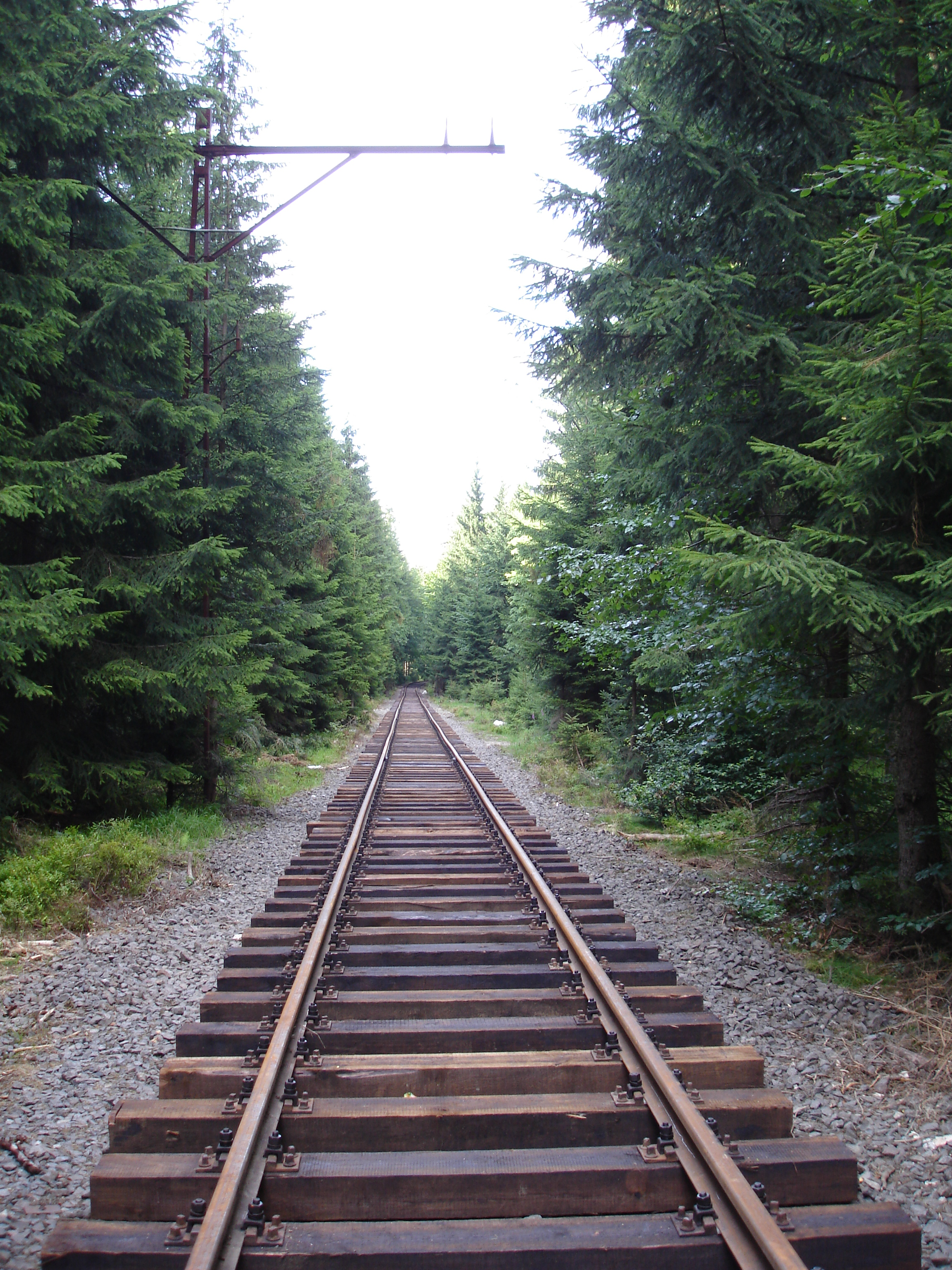
Neues Gleis an der ehem. Ladestelle Neuwelt (August 2009)
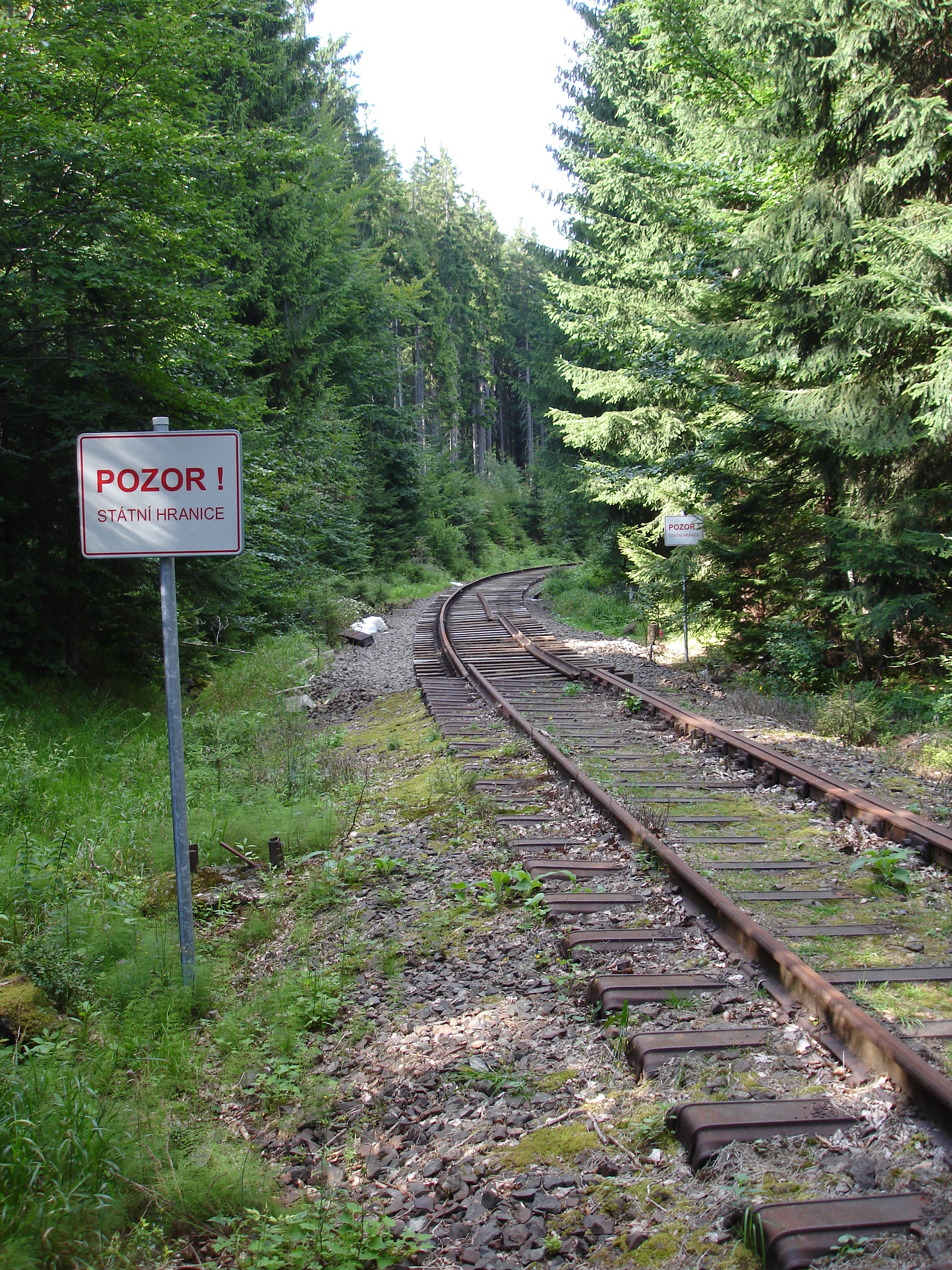
Lückenschluss an der Staatsgrenze (August 2009)

Die Arbeiten auf tschechischer Seite begannen am 12. Oktober 2009 mit dem Abbau des alten Gleises zwischen Harrachov und der Staatsgrenze. Bis Ende Oktober wurde analog zum polnischen Abschnitt ein Oberbau K 49 mit Holzschwellen eingebaut. Das Kreuzungsgleis in Harrachov blieb wegen des vorgesehenen Museumszugverkehrs erhalten.

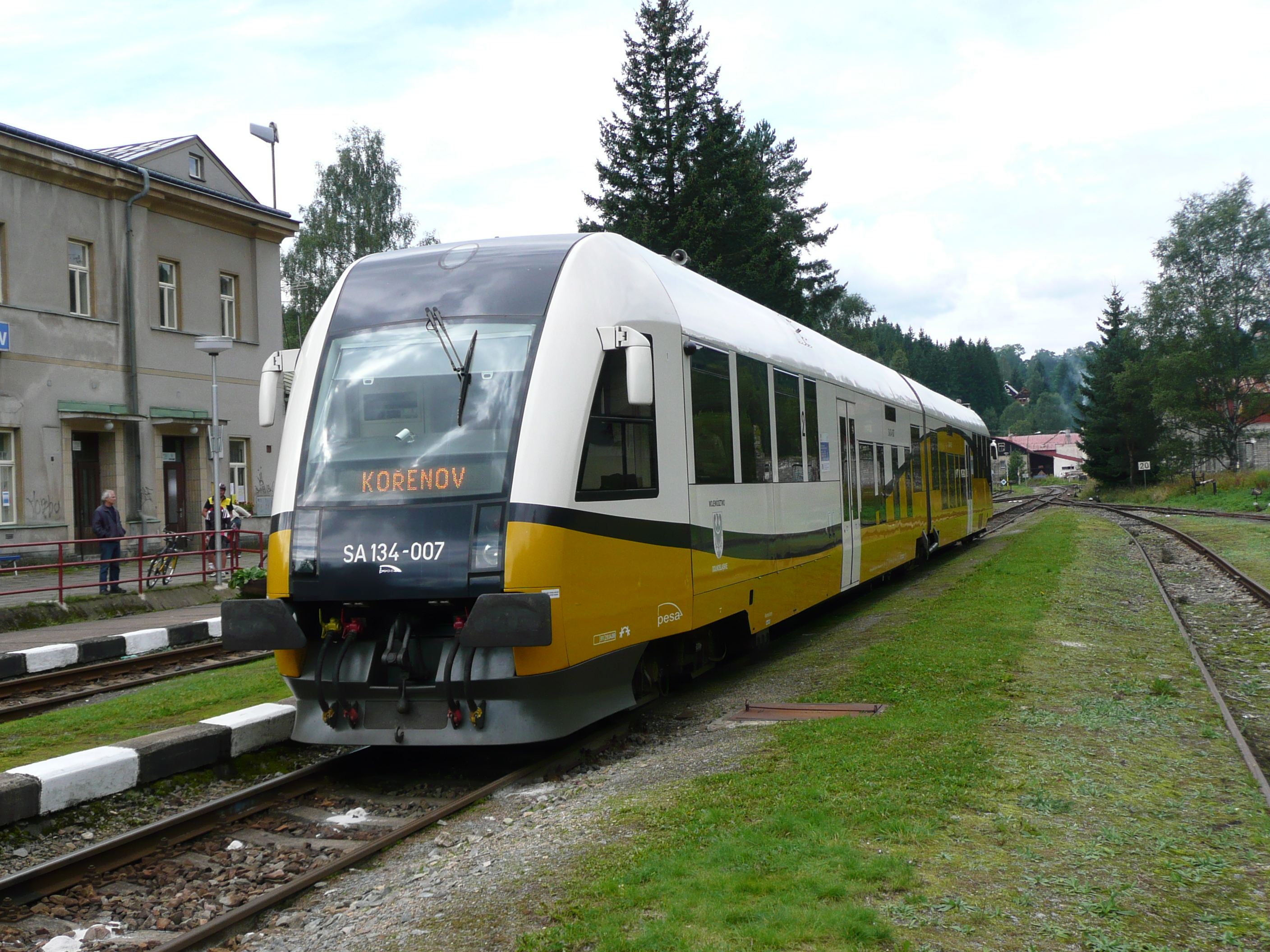
Im Grenzverkehr setzt Przewozy Regionalne moderne Niederflurtriebwagen ein (2010)

Im Juni 2010 wurden auf polnischer Seite die Bauarbeiten abgeschlossen. Am 2. Juli 2010 verkehrte erstmals ein Sonderzug für offiziell geladene Gäste über die Staatsgrenze bis Kořenov.
Am 3. Juli 2010 wurde durch Przewozy Regionalne der regelmäßige Personenverkehr zwischen Szklarska Poręba Górna und Jakuszyce aufgenommen. Zwischen Jakuszyce und dem Haltepunkt Harrachov wurde zunächst ein Schienenersatzverkehr eingerichtet, da noch keine gültige Grenzbetriebsvereinbarung existierte. Begründet wurde das mit der fehlenden Telefonverbindung zwischen dem polnischen Fahrdienstleiter und der Dispatcherstelle in Tanvald.
Der planmäßige Reisezugverkehr über die Staatsgrenze mit fünf Zugpaaren zwischen Szklarska Poręba Górna und Harrachov/Kořenov begann am 28. August 2010. Betreiber der Züge waren anfangs die Eisenbahnverkehrsunternehmen Przewozy Regionalne (in Polen) und Viamont Regio (in Tschechien). 2013 wurden durch den Viamont-Nachfolger GW Train Regio grenzüberschreitend sechs Zugpaare gefahren, von denen drei jedoch nur in der Saison verkehren.
Seit Dezember 2015 verkehren die Reisezüge der Linie L1 durchgehend in der Relation Liberec–Szklarska Poręba Górna. Die Zugkreuzungen zur vollen Stunde (Minute 55/57) finden dabei jeweils im Bahnhof Harrachov statt.

## Streckenbeschreibung

### Verlauf

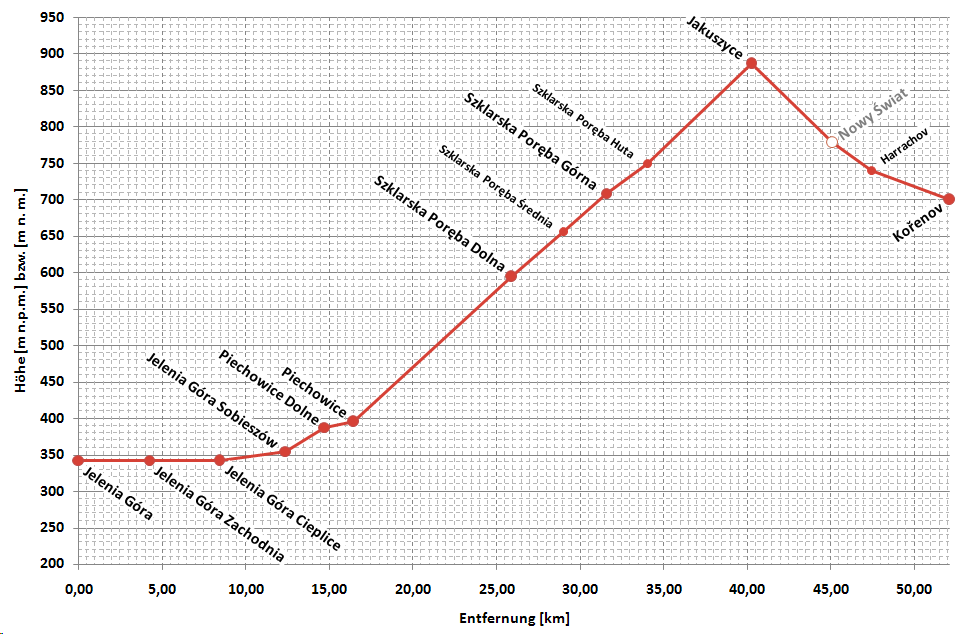
Vereinfachtes Höhenprofil der Strecke

Die Strecke verlässt den Bahnhof Jelenia Góra parallel zur Schlesischen Gebirgsbahn nach Görlitz. Nach der Überquerung des Boberviaduktes schwenkt die Trasse dann nach links in Richtung Riesengebirge ab. Zunächst wird bis Piechowice (Petersdorf) das weiträumige Hirschberger Tal durchquert, immer parallel zum früher namensgebenden Kamienna (Zacken). Ab Piechovice beginnt die langanhaltende Steigung von 40 ‰ (1:25). In einem großen S-Bogen gewinnt die Strecke an den Flanken des Isergebirges rasch an Höhe, wobei neben tiefen Einschnitten auch hohe Dämme überquert werden. Der in Fels getriebene „Moltke-Einschnitt“ an der Einfahrt des Bahnhofes Szklarska Poręba Dolna (Nieder Schreiberhau) galt früher als einer der tiefsten Bahneinschnitte Deutschlands. Ein überdimensionierter Signalmast („höchster Signalmast Deutschlands“) ermöglichte früher die Sicht auf das dortige Einfahrsignal. Am Bahnhof Jakuszyce erreicht die Strecke mit 886 Metern über NN ihren Scheitelpunkt. In stetigem Gefälle führt das Gleis an den Flanken des Isergebirges wieder abwärts. Kurz vor dem Endpunkt Kořenov wird die Jizera (Iser) auf einem Viadukt überquert, dort befand sich bis 1959 die Staatsgrenze zwischen Polen und der ČSR. Im Bahnhof Kořenov besteht Anschluss an die böhmische Strecke, die weiter nach Liberec führt.

### Betriebsstellen
Jelenia Góra
Der Bahnhof Jelenia Góra (bis 1945: Hirschberg (Rsgb) Hbf) ist der zentrale Bahnhof der Stadt Jelenia Góra. Eröffnet wurde er am 20. August 1866 im Zuge des Baues der Schlesischen Gebirgsbahn von Görlitz nach Waldenburg-Dittersbach. Neben der Zackenbahn haben hier auch die Strecken nach Zebrzydowa (Siegersdorf), Kamienna Góra (Landeshut) und Karpacz (Krummhübel) ihren Ausgangspunkt.
Seifershau
Der Bahnhof Seifershau war ein Betriebsbahnhof auf freier Strecke. Er diente nur etwaigen Zugkreuzungen, ein Verkehrshalt von Reisezügen war nicht möglich. Er wurde bereits vor 1945 aufgelassen.
Szklarska Poręba Górna

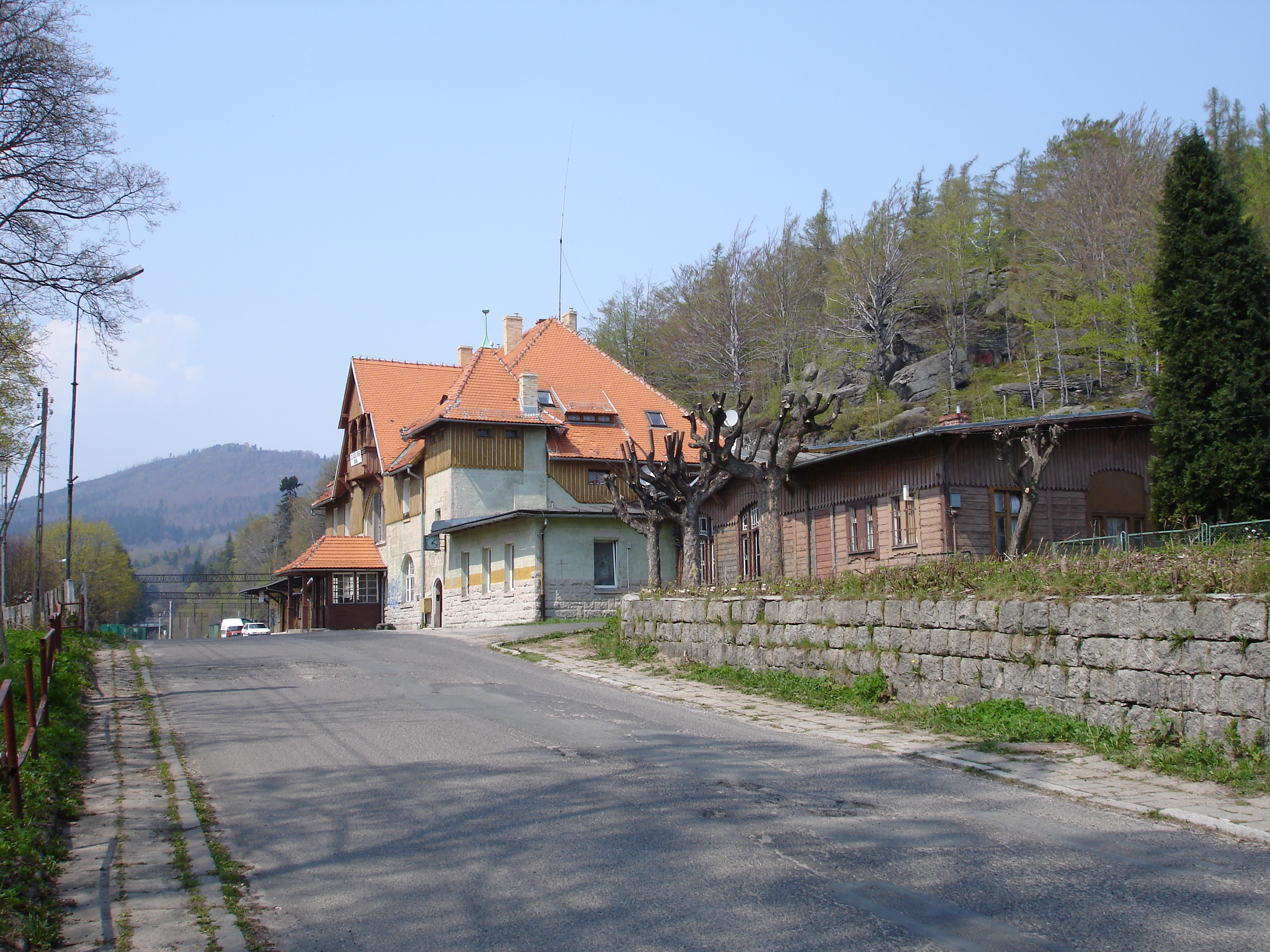
Bahnhof Szklarska Poreba Gorna

Der Bahnhof Szklarska Poręba Górna (bis 1945: Ober Schreiberhau) ist der bedeutendste Unterwegsbahnhof der Gesamtstrecke. Hier hatten Schnell- und Eilzüge von Berlin und Breslau ihren Endpunkt. Seit den 1960er Jahren ist der Bahnhof End- bzw. Startpunkt im Reiseverkehr der PKP für Fernverbindungen u. a. nach Warschau, Posen und Białystok.
Szklarska Poręba Huta
Der Bahnhof Szklarska Poręba Huta (bis 1945: Josephinenhütte) liegt im oberen Teil von Szklarska Poręba nahe der früher namensgebenden Josephinenhütte. Der Bahnhof hatte früher vor allem für den Güterverkehr Bedeutung. Im Reisezugverkehr wurde der Bahnhof von den PKP noch bis in die 1960er bedient. Das hölzerne Empfangsgebäude ist erhalten und dient heute als Wohnhaus.
Im Zuge der Erneuerungsarbeiten im Jahr 2009 wurde der Bahnhof zu einem Haltepunkt rückgebaut.
Anschluss Czerwony Potok
Die Anschlussstelle Czerwony Potok diente einem Steinbruch und wurde bis 1997 regelmäßig bedient. Die Anschlussweiche wurde im Zuge der Erneuerungsarbeiten 2009 entfernt.
Jakuszyce

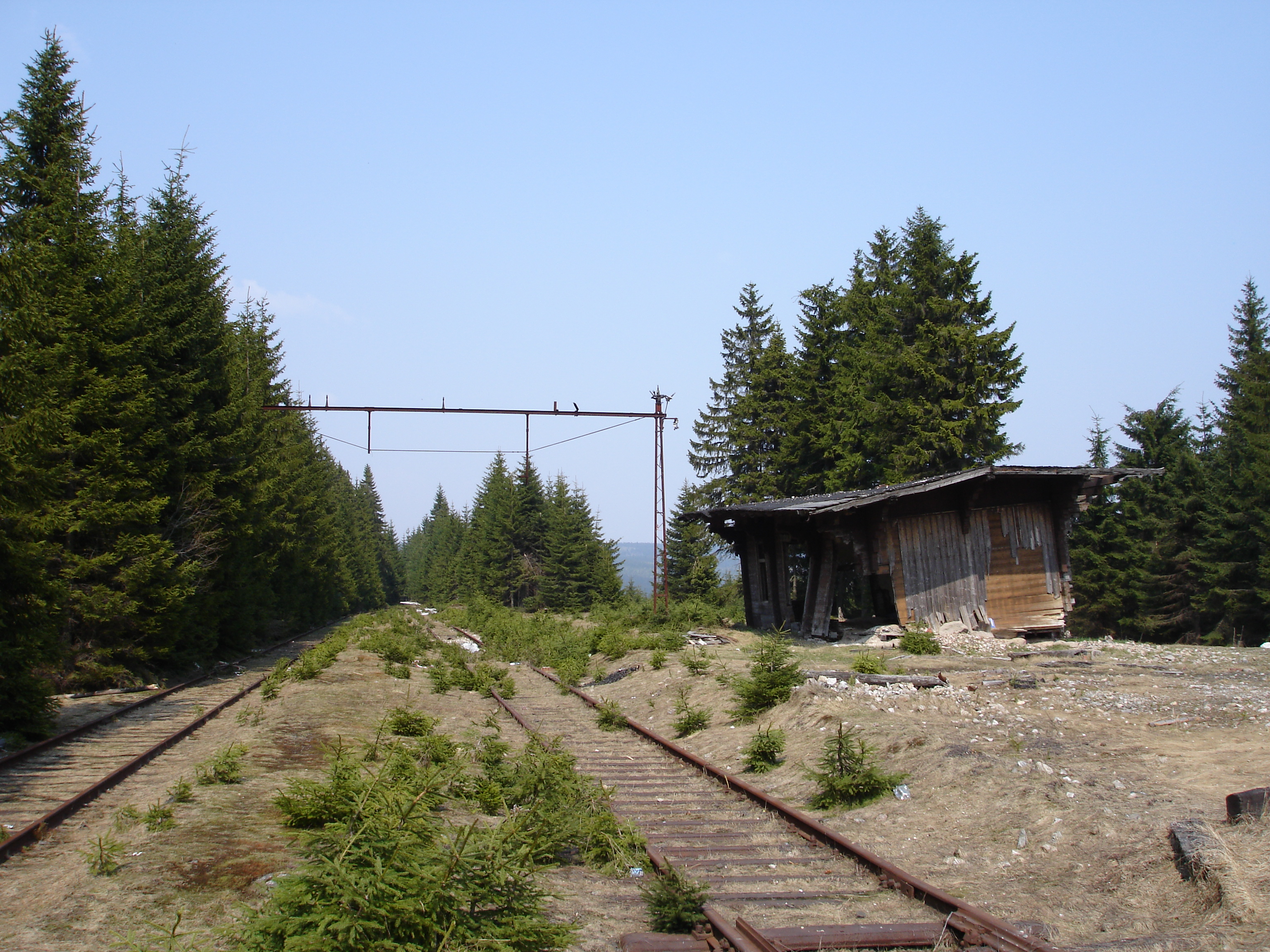
Bahnhof Jakuszyce (2006)

Der Bahnhof Jakuszyce (bis 1945: Jakobsthal (Rsgb)) ist der höchstgelegene Bahnhof in Polen. Er bestand seit der Eröffnung der Strecke und wurde bis nach dem Zweiten Weltkrieg im Reisezugverkehr bedient. Güterverkehr fand dagegen noch bis 1997 statt. Haupttransportgut war Holz und Quarzsand.
Der Bahnhof Jakuszyce blieb als Bahnhof erhalten, sodass Zugkreuzungen möglich sind. Seit 3. Juli 2010 wurde Jakuszyce wieder planmäßig im Personenverkehr bedient.
Im Dezember 2022 wurde der Halt etwa 600 Meter weiter nach Süden zu einem Sportzentrum verlegt. Der neue Halt bekam Anfang 2023 den Namen Polana Jakuszycka
Nowy Świat
Nowy Świat (bis 1945: Neuwelt) war ein Betriebsbahnhof auf freier Strecke zwischen Jakuszyce und Harrachov. Der Bahnhof besaß ein Ausweichgleis für Zugkreuzungen und ein Ladegleis, welches vor allem durch die Forstwirtschaft genutzt wurde. Nach dem Zweiten Weltkrieg wurde der Bahnhof aufgelassen, aber nicht abgebaut. Die mittlerweile im Wald eingewachsenen Gleise wurden erst im Zuge der Erneuerungsarbeiten im Jahr 2009 entfernt.
Harrachov

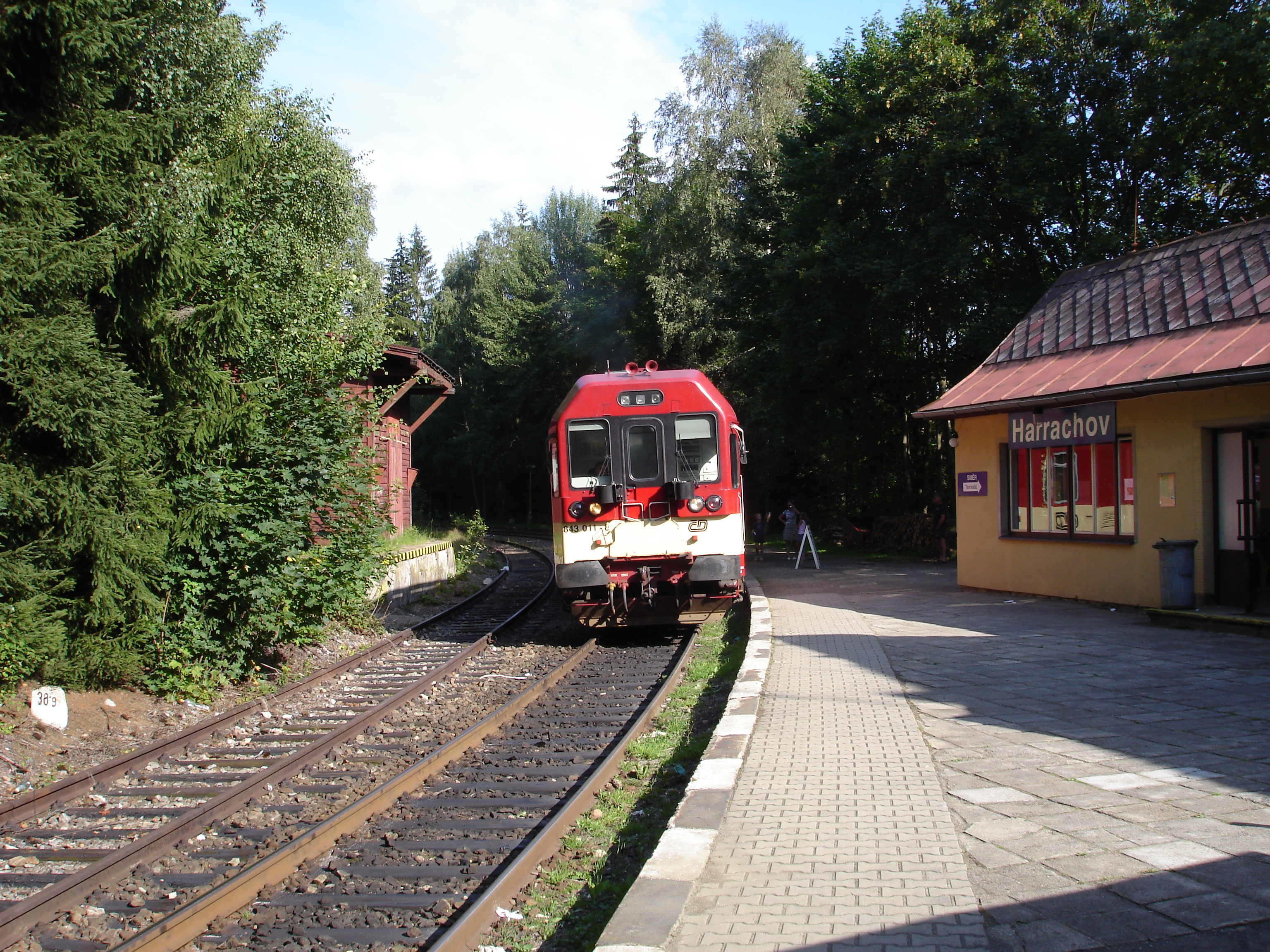
Haltestelle Harrachov (2009)

Die Haltestelle Harrachov (bis 1945: Strickerhäuser; bis 1958: Tkacze) war einst die letzte deutsche Bahnstation vor der Staatsgrenze mit Böhmen. Die Haltestelle kam 1959 durch einen Gebietsaustausch von Polen zur Tschechoslowakei und wird seit 1963 als Bahnhof für den tschechischen Wintersportort Harrachov genutzt.
Die Betriebsstelle war bis 2015 im ursprünglichen Zustand erhalten, lediglich die Spitzenweiche zum Ladegleis wurde in den 1990er Jahren ausgebaut. Im Herbst 2015 wurde Harrachov zum Kreuzungsbahnhof ausgebaut.
Kořenov

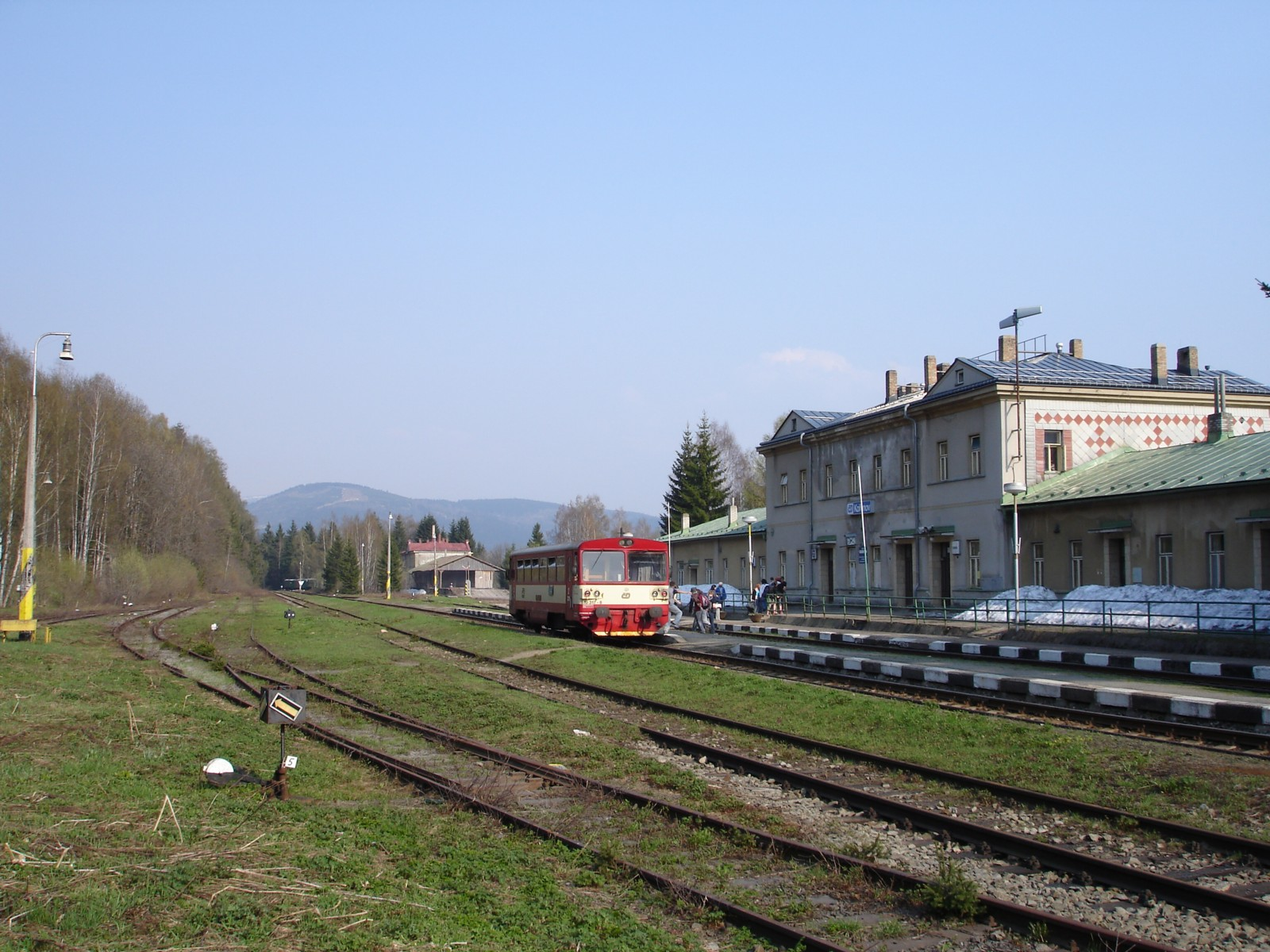
Bahnhof Kořenov (2006)

Der Bahnhof Kořenov (bis 1945: Grünthal; später Polaun) war früher Grenzbahnhof mit Pass- und Zollkontrolle. Hier endete von 1923 bis 1945 der elektrische Zugbetrieb von Hirschberg. Reisende mussten von den Zügen der Preußischen Staatsbahn bzw. Deutschen Reichsbahn in die Züge der Reichenberg-Gablonz-Tannwalder Eisenbahn bzw. später der ČSD umsteigen. Durchgehende Reisezüge über Polaun hinaus gab es vor 1945 nicht, nur im Güterverkehr gab es Durchfahrten.
Nach 1945 verlor Kořenov seine besondere betriebliche Funktion. Die Anlagen verfielen und wurden später teilweise zurückgebaut. In einem Anbau des Bahnhofes befindet sich seit 2008 ein kleines Eisenbahnmuseum („Muzeum ozubnicové dráhy“) des Eisenbahnvereines Železniční společnost Tanvald.

## Fahrzeugeinsatz

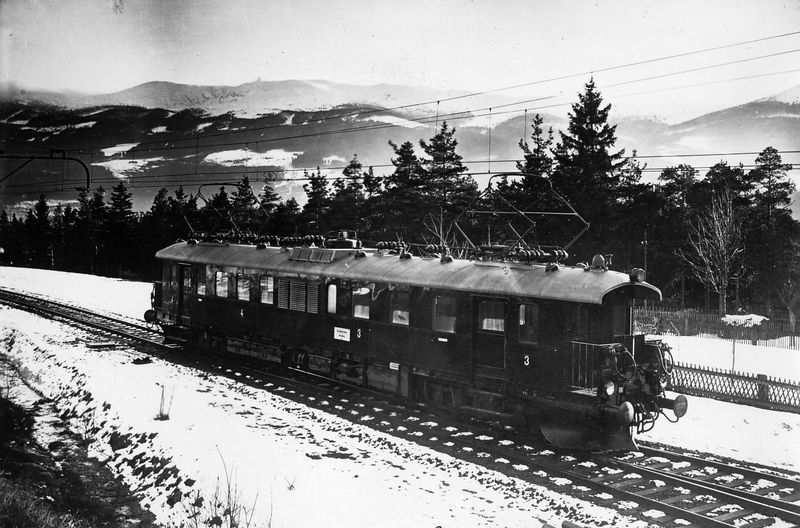
Triebwagen der Reihe ET 89 „Rübezahl“

In den ersten Betriebsjahren setzte die preußische Staatsbahn Dampflokomotiven der Gattungen T 15 und T 16 ein.
Nach der Elektrifizierung der Strecke kamen ab 1923 elektrische Lokomotiven der Baureihe E 90.5 vor allen Zügen zum Einsatz. Ab 1927 gelangten die damals hochmodernen elektrischen Triebwagen der Reihe ET 89, welche unter dem Spitznamen Rübezahl bekannt geworden sind, im Reisezugverkehr bis Polaun.
Nach dem Zweiten Weltkrieg wickelte die PKP den Zugverkehr mit den Baureihen Ty2 (ehem. DR-Baureihe 52) und TKt48 ab. Eine Ablösung durch Diesellokomotiven erfolgte bis zur Wiederelektrifizierung 1987 nicht.
Nach der Elektrifizierung wurden dann elektrische Triebzüge der Baureihen EN57 und EN71 bis Szklarska Poręba Górna eingesetzt. Vor den durchgehenden Schnellzügen in Richtung Wrocław werden elektrische Lokomotiven, wie die der Reihe EU07 eingesetzt.
Przewozy Regionalne setzte für Nahverkehrszüge Diesellokomotiven der Baureihe SU42 ein. Für den Personenverkehr zwischen Szklarska Poręba Górna und Jakuszyce kam seit dem 3. Juli 2010 ein Dieseltriebwagen der Reihe SA134 zum Einsatz.
Die ČSD betrieb ihren Abschnitt ab 1963 zunächst mit den Zahnraddiesellokomotiven der Reihe T 426.0, später dann mit den Dieseltriebwagen der Reihe M 240.0. Der Verkehr von und nach Harrachov wurde mit den Triebwagen der Baureihen 810, 843 und 854 abgewickelt. Vereinzelt kamen auch Diesellokomotiven der Reihe 743 zum Einsatz.
Zum Fahrplanwechsel im Dezember 2011 übernahmen 16 neue Triebwagen der Baureihe 840 (Regio-Shuttle RS 1 der Firma Stadler) in einer für Steilstrecken zugelassenen Bauart den Betrieb zwischen Liberec und Harrachov. Das erste Fahrzeug dieser Serie wurde im Oktober 2011 an die ČD übergeben. GW Train Regio setzte zwischen Kořenov und Szklarska Poręba Górna Triebwagen der ČD-Reihe 810 ein.